# Рабија ел Адевија
Рабија ел Адевија (арап. رابعة العدوية القيسية; 714/717/718 - 801) је била муслиманска суфи светица и једна од најпознатијих жена међу мистицима. Позната је још као и Хазрети Рабија, Рабија ел Басри или једноставно Рабија Басри. За њен живот се везују многе духовне приче које је понекад тешко разлучити од легенде.

## Биографија
Говори се да је Рабија рођена између 714. и 718. године н.е. или између 95. и 98. хиџретске године у Басри, у Ираку у племену Кајс (енгл. Qays). Фарид уд-Дин Атар, суфи светац и песник, одговоран је за велики део информација о њеном раном животу. Била је четврта ћерка у својој породици, па је зато добила је име Рабија, што значи четврта. Према Фаридудину Атару, када је Рабија рођена, њени родитељи су били толико сиромашни да у кући није било уља да се упали лампа, па чак ни тканине којом би је умотали. Њена мајка је замолила супруга да позајми уље од комшије, али је он одлучио да у свом животу никада ништа не тражи ни од кога осим од Бога, па се претварао да је отишао до комшијиних врата и вратио се кући празних руку.  Те ноћи му се посланик Мухамед појавио у сну и рекао:
„Ви учите салават Светом пророку по сто пута сваке ноћи и четири стотине пута сваког четвртка увече. Међутим, пошто сте пропустили то прошлог четвртка, као казну морате платити носиоцу поруке четири стотине динара”
Њена позната молитва била је:
„О Господе, ако Те обожавам због страха од пакла,
онда ме спали у паклу;
Ако Те обожавам јер желим рај (Џенет),
онда ме избаци из раја;
Али ако Те обожавам само због Тебе,
онда ми не ускраћуј своју Вечну лепоту.”
Након смрти њеног оца, велика глад је захватила Басру. Рабија одлази у пустињу да се моли и постаје аскета. Позната је по својој потпуној оданости и чистој безусловној љубави према Богу.  Била је пример праве љубави између Бога и Његовог створења; пример посвећеника на земљи који постаје једно са Вољеним.
Рабија а је умрла у својим 80-иму Басри 801. Н.е. (185. по Хиџри) а њена гробница се налази ван града.

## Филозофија
Рабија је била позната по својој екстремној побожности. Одана аскеткиња, на питање зашто је чинила хиљаду обредних молитви дању и ноћу, одговорила је:
„Не желим никакву награду за то; радим то да би се Божији посланик одушевио тиме на Судњем дану и рекао осталим посланицима: Погледајте шта је жена из моје заједнице постигла.”
Никада није тврдила да је постигла јединство са Богом, посветила је свој живот приближавању Њему. Говорила је:  „Да је свет у поседу једног човека, то га не би учинило богатим… јер је свет пролазан.”
Она је била та која је прва изнела доктрину Божанске љубави (арап. Ishq-e-Haqeeqi) која се сматра најважнијим међу раним одрицањима, начин побожности који ће на крају постати означен као суфизам.

## Поезија и митови
Велики део поезије која јој се приписује непознатог је порекла.  Након тешког живота, спонтано је постигла стање самоспознаје. На питање шеика Хасана ал-Басрија како је открила тајну, одговорила је рекавши:
„Ви знате како, али ја знам како - мање.”
Један од многих митова о њеном животу је да је ослобођена ропства јер је њен господар мислио да је светица након што је видео како је окружује бела светлост док се моли. Плашио се за свој живот ако је задржи као робињу.

## Феминистичка теорија базирана на животу Рабије ел Адевије
Неколико аспеката суфизма сугерише да су суфијске идеологије и праксе биле супротне доминантном друштву и његовој перцепцији жена и односа између мушкараца и жена.  Приче које детаљно описују живот и праксу Рабије ел Адевије показују другачије разумевање улоге рода у друштву.  Њена улога духовне и интелектуалне супериорности приказана је у неколико прича. Суфијски вођа Хасан ал-Басри причао је: „Провео сам целу ноћ и дан са Рабијом... никад ми није прошло кроз главу да сам мушкарац нити јој је пало на памет да је она жена  ...када сам је погледао, видео сам себе као духовно невредног и празног, а Рабију као истински искрену и духовно богату.” Рабија је живела у целибату како би се посветила Богу.

## Анегдоте
Једног дана, Рабија је виђена како трчи улицама Басре носећи лонац ватре у једној руци и канту воде у другој. Када су је питали шта ради, рекла је: „Желим угасити џехенемску (паклену) ватру и спалити џенетске (рајске) награде. Оне блокирају пут ка Богу. Не желим клањати из страха од казне или због обећања награде, већ само из љубави према Богу.”